# NGC 6295
NGC 6295 este o radiogalaxie situată în constelația Dragonul. A fost descoperită în 9 iunie 1886 de către Lewis A. Swift.